# Tropidion cinctulum
Tropidion cinctulum là một loài bọ cánh cứng trong họ Cerambycidae.